# تسوبنیتس
تسوبنیتس (به آلمانی: Zobbenitz) یک منطقهٔ مسکونی در آلمان است که در Calvörde واقع شده‌است. تسوبنیتس ۳۴۴ نفر جمعیت دارد.